# Sikinos
Sikinos (grekiska Σίκινος) är en grekisk ö i ögruppen Kykladerna, mitt emellan Ios och Folegandros. Kommunen Dimos Sikinos hade vid folkräkningen 2001 en befolkning på 238 invånare. Den innefattar även den obebodda ön Kardiotissa och några andra obebodda småöar. Dess totala yta är 42 507 km².

## Geografi
Till skillnad från närliggande öar såsom Ios är Sikinos stillsam och tämligen outvecklad. På ön finns två mindre orter, Sikinos (eller Chora) uppe i bergen och Alopronia, som utgör öns hamn. I hamnen finns en handfull tavernor. Stranden vid hamnen är en av två större sandstränder på ön. Flera antika ruiner finns på Sikinos, även om somliga av dem är relativt otillgängliga.
Nästan hela ön täcks av terrasser som en gång användes för ett omfattande jordbruk. Numera brukas bara en handfull, de flesta med statliga bidrag.

## Historia
Sikinos har varit bebodd sedan mykensk tid. Redan geografen Skylax berättade om den antika staden Palaiokastro på öns östra sida, nära Kap Malta (Ακρωτήριο Μάλτα). Förmodligen var ön bebodd redan under förhistorisk tid. En jonisk bosättning har kunnat påvisas.
Under antiken var ön på grund av de omfattande vingårdarna och deras kvalitet känd som Oinoe (Οινόη, "vinön"), som Herodotos, Strabon och Ptolemaios kan berätta. Efter en kort persisk ockupation gick Sikinos på 400-talet f.Kr. med i det attiska sjöförbundet, och betalade 1 000 drachma per år i avgift. Öarna kom i början av 200-talet f.Kr. först under ptolemaiernas kontroll, och senare under Makedoniens. Efter de makedonisk-romerska krigen erövrades ön av romarna och gjordes till en förvisningsort. Murrester från offentliga byggnader och tempel vid Agia Marina, söder om Episkopi, tyder på en ny bosättning under hellensk och romersk tid. I slutet av 300-talet e.Kr. kom Sikinos under Bysantinska riket.
Efter att Konstantinopel erövrades under det fjärde korståget hamnade Sikinos år 1204 under en kort period i Republiken Venedigs inflytandesfär. 1207 erövrade Marco Sanudo ön och gjorde den till sin personliga besittning inom hertigdömet Naxos. Först i och med byggandet av Kastro uppstod åter ett samhälle på ön, efter att folk under bysantinsk tid levt spridda på ön. Efter att ha intagits av bysantinerna 1262 hamnade ön i släkten Dacoronas besittning (1307–1464). Därefter övertog den bolognesiska släkten Gozzadini Sikinos fram till 1617. Sedan den erövrats av Khair ad-Din Barbarossa år 1537 var den tributpliktig till Osmanska riket. Med ett fyraårigt avbrott under det rysk-turkiska kriget 1770-1774, då ön var rysk, befann sig ön fram till 1821 under osmansk kontroll. I och med Londonfördraget 1829 blev Sikinos, med de andra Kykladerna, en del av den nya grekiska staten.
Under andra världskriget ockuperades Sikinos först (1941–1943) av italienarna, och efter deras kapitulation av tyskarna (till 1944).